# المدرسة والكلية الباكستانية (الكويت)
المدرسة والكلية الباكستانية هي مدرسة باكستانية دولية تقع في السالمية، الكويت. تأسست المدرسة 1960 فبراير 16 وهي بذلك تكون أقدم مدرسة باكستانية في الكويت. تدرس جميع الفئات العمرية من الإبتدائية إلى الثانوية. المدرسة معترف بها من قبل وزارة التربية والتعليم في الكويت وهي عضو في المجلس الاتحادي المتوسط والتعليم الثانوي إسلام آباد (FBISE).

## شهادة التخرج
يحصل طلاب الباكالوريا الذين يتخرجون من هذه المدرسة على «الشهادة العامة الدولية للتعليم الثانوي» (IGCSE).

## الروابط الخارجية
1. ↑  Pakistan School & College,، wikimapia. نسخة محفوظة 24 ديسمبر 2015 على موقع واي باك مشين.